# Japalura varcoae
Espèce
Synonymes
- Acanthosaura varcoae Boulenger, 1918

Japalura varcoae est une espèce de sauriens de la famille des Agamidae.

## Répartition
Cette espèce est endémique de République populaire de Chine. Elle se rencontre au Yunnan et au Guizhou.

## Étymologie
Cette espèce est nommée en l'honneur l'épouse du révérend John Graham, née Varcoa.

## Publication originale
- Boulenger, 1918 : Description of a new lizard of the genus Acanthosaura from Yunnan. Annals and Magazine of Natural History, sér. 9, vol. 2, p. 162 (texte intégral).